# Dincolo zace wubul
"Dincolo zace wubul" (1952) (titlu original Beyond Lies the Wub) este o povestire science fiction scrisă dePhilip K. Dick. A fost prima povestire publicată de el și a apărut în numărul din iulie 1952 al revistei Planet Stories.

## Intriga
Înaintea decolării, Peterson, membru al echipajului unei nave care vizitează planeta Marte, cumpără de la un localnic o uriașă creatură asemănătoare unui porc, numită "wub". Căpitanul lui, Franco, este îngrijorat din cauza greutății suplimentare, dar pare interesat mai ales de gustul creaturii.
După decolare, echipajul își dă seama că wubul este o creatură foarte inteligentă, capabilă de telepatie și, posibil, de control mental. Peterson și wubul își petrec timpul discutând despre ființe mitologice și despre călătoriile lui Ulise. Căpitanul Franco, paranoic după ce o confruntare anterioară cu wubul îl paralizase, dă buzna și insistă să ucidă și să mănânce creatura. Echipajul se împotrivește uciderii creaturii sensibile, după ce ea imploră să fie înțeleasă, dar Franco totuși o gătește.
La masă, căpitanul Franco își cere scuze pentru "întrerupere" și continuă conversația pe care Peterson o avusese anterior cu wubul - care, prin moarte și digerare, a posedat trupul căpitanului.

## Teme
Tema wubului și a nemuririi a fost reluată ulterior de Dick în povestirea "Not By Its Cover."